# Marek Matlak
Marek Matlak (ur. 21 marca 1966 w Kętach) – polski szachista, trener szachowy (FIDE Senior Trainer od 2014) i sędzia klasy międzynarodowej (FIDE Arbiter od 2009), mistrz międzynarodowy.

## Życiorys

### Kariera szachowa
W szachy zaczął grać w wieku 12 lat. W roku 1986 zdobył swój pierwszy tytuł mistrza Polski, wygrywając w Augustowie młodzieżowe (zawodników do lat 23) mistrzostwa kraju. W roku 1987 udanie zadebiutował w finale mistrzostw Polski seniorów, zajmując we Wrocławiu IV miejsce. W roku 1988 otrzymał tytuł mistrza międzynarodowego, po zwycięstwie w międzynarodowym turnieju w Bielsku-Białej. W następnym roku wystąpił w drużynie polskiej w XII drużynowym turnieju "Krajów Północy", w którym uzyskał na III szachownicy wynik 5 pkt z 7 partii. Do szczególnie udanych może zaliczyć rok 1992, w którym zdobył dwa złote medale w mistrzostwach Polski w szachach szybkich oraz w szachach błyskawicznych. W roku 1994 odniósł największy sukces na krajowej arenie, dzieląc I miejsce w finale mistrzostw Polski w Gdańsku. W meczu barażowym o złoty medal, który odbył się w Poznaniu, musiał uznać wyższość Włodzimierza Schmidta. W roku 1996 zwyciężył (wspólnie z Markiem Vokacem) w otwartym turnieju w Czeskich Budziejowicach.
Reprezentował Polskę na olimpiadzie szachowej w Moskwie w roku 1994, zdobywając na IV szachownicy 6½ pkt w 10 partiach
Sukcesy odniósł również w rozgrywkach korespondencyjnych, za osiągnięte wyniki otrzymał w 1995 r. tytuł mistrza międzynarodowego ICCF. Wystąpił w finale XI Olimpiady (1992–1997), zajmując V miejsce na II szachownicy (wynikiem tym wypełnił pierwszą normę arcymistrzowską). Na liście rankingowej ICCF posiadał w lipcu 2006 roku 2637 punktów i zajmował 2. pozycję wśród polskich szachistów korespondencyjnych.
Najwyższy ranking w szachach klasycznych osiągnął 1 lipca 2003 r., z wynikiem 2501 punktów zajmował wówczas 14. miejsce wśród polskich szachistów.

### Osiągnięcia trenerskie
Pracą szkoleniową zajmuje się od końca lat 80. XX wieku. Od 1996 r. uczestniczył, jako kapitan i trener kadry narodowej kobiet, w kilkudziesięciu turniejach najwyższej międzynarodowej rangi, a współpracujące z nim szachistki zdobyły kilkadziesiąt medali, w tym m.in. brązowe medale na olimpiadzie w 2002 r. oraz czterokrotnie medale na drużynowych mistrzostwach Europy (złote – 2005, srebrne – 2007, 2011 oraz brązowe – 2013). Wielokrotnie był trenerem prowadzącym na zgrupowaniach kadry narodowej oraz zgrupowaniach Młodzieżowej Akademii Szachowej. Jest autorem ponad 70 artykułów metodycznych oraz szkoleniowych, m.in. publikując w książkach Ryszarda Bernarda „Wybrane zagadnienia teorii i praktyki szachowej” (2002–2008) oraz Wojciecha Gryciuka „Ucz się od mistrzów” (2010). Oprócz tego, publikował w polskich czasopismach szachowych (m.in. „Mat”, „Przegląd Szachowy”, „Panorama Szachowa”, „Szachy” oraz „Szachista”).
Za wybitne osiągnięcia trenerskie był dziesięciokrotnie wyróżniany przez Ministra Sportu i Turystyki.
Poza funkcją trenera i kapitana kadry narodowej kobiet, pełni również funkcję trenera koordynatora Młodzieżowej Akademii Szachowej, nadzorując i koordynując szkolenie najbardziej uzdolnionych polskich juniorek i juniorów. Oprócz tego, zajmuje stanowisko wiceprezesa do spraw szkoleniowych (młodzieżowych) Lubuskiego Związku Szachowego.